# Моята кукла Барби
„Моята кукла Барби“ е албум на българската поп/кънтри певица Росица Кирилова и е издаден през 1995 г. от „Рива Саунд“. Този албум включва песни, познати от предишни издания на Кирилова, както и няколко инструментала на нейни популярни песни.

## Песни
1. „Моята кукла Барби“ (2,28)
2. „Виждам те, гледам те“ (4,31)
3. „Пътуване“ (3,35)
4. „Месечинко, чакай“ (4,21)
5. „Истинско лято“ (3,54)
6. „Живей за мига“ (3:50)
7. „Моята кукла Барби“ – инструментал
8. „Виждам те, гледам те“ – инструментал
9. „Пътуване“ – инструментал
10. „Месечинко, чакай“ – инструментал
11. „Истинско лято“ – инструментал
12. „Живей за мига“ – инструментал